# تومي سآرينن
تومي سآرينن (بالفنلندية: Tommi Saarinen)‏ هو لاعب كرة قدم فنلندي في مركز الوسط، ولد في 31 يناير 1995 في إسبو في فنلندا. لعب مع هونكا.

## وصلات خارجية
- تومي سآرينن على موقع قاعدة بيانات كرة القدم.إي يو (الإنجليزية)
- تومي سآرينن على موقع Soccerway.com (الإنجليزية)